# Alfredo el Grande
Alfredo el Grande, también llamado Ælfred, del anglosajón: Ælfrēd (849-26 de octubre de 899) o san Alfredo el Grande, fue rey de Wessex desde 871 hasta su muerte. Se hizo célebre por defender su reino contra los vikingos, convirtiéndose como resultado de esto en el único rey de su dinastía en ser llamado «El Grande» o Magno por su pueblo. Fue también el primer rey de Wessex que se autoproclamó rey de los anglosajones. Su vida se conoce gracias a Asser, cronista galés. Hombre culto y letrado, ayudó mucho a la educación y a mejorar el sistema de leyes de su reino. Si bien no ha sido canonizado por la iglesia católica (y no es mencionado por el elenco oficial de santos de la Iglesia católica, el Martirologio romano), fue considerado santo con su fiesta el 26 de octubre.

## Inicios
Nació en la localidad de Wantage, condado de Berkshire, en el año 849 y fue el quinto y menor de los hijos varones —seis en total— de Ethelwulfo, rey de Wessex, y de su primera esposa, Osburga.
En 855, al morir su madre, acompañó a su padre a un peregrinaje a Roma, y a su regreso pasó una temporada en la corte del rey Carlos el Calvo de Francia; entonces Ethelwulfo se casó en segundas nupcias con la hija del rey francés, Judit.
Ethelwulfo murió el 13 de enero de 858 y fue sucedido por su segundo hijo, Ethelbaldo, quien se casó con su madrastra Judit.
Nada se sabe de los siguientes años de Alfredo durante los reinados de sus dos hermanos mayores, Ethelbaldo y Ethelberto que se sucedieron rápidamente. Fue en el reinado del tercer hermano —cuarto en orden de nacimiento—, Etelredo I, cuando el joven Alfredo comenzó su vida pública y brillante carrera militar contra los vikingos. Según el cronista Asser, gracias a sus éxitos militares le fue concedido el título de secundarius o correy, siendo posiblemente aprobado en este cargo por el Consejo Real para evitar problemas en la sucesión en caso de que el rey muriera en batalla, aunque con ello se desheredaba a los dos hijos de Etelredo.

## Matrimonio y descendencia
Se casó en la localidad de Winchester, en el año 868, con Ethelswhita, hija de Etelredo, señor de Gainsborough y descendiente de los reyes de Mercia por línea materna. De este matrimonio nacieron seis hijos:
- Ethelfleda ( 869-Tamworth, Staffordshire, 12 de junio de 918), reina de Mercia al suceder a su marido (911); casada con el rey Etelredo II de Mercia (m. 911).
- Eduardo (872-Farndon-on-Dee, 17 de julio de 924), apodado «el Viejo», sucedió a su padre como rey de Wessex.
- Ethelgiva (875-896), monja, abadesa en Shaftesbury (Dorset).
- Elfrida (877-7 de junio de 929), casada con Balduino II, conde de Flandes (864-918) e hijo del tercer matrimonio de la madrastra de su padre, Judit.
- Æthelweard (880-26 de octubre de 920), padre de tres hijos. Los dos mayores, Elfwine y Ethelwine, murieron en la batalla de Brunanburgh en 937, y el menor, Thurcytel, fue abad de Croyland (Lincolnshire).

## Primeras acciones

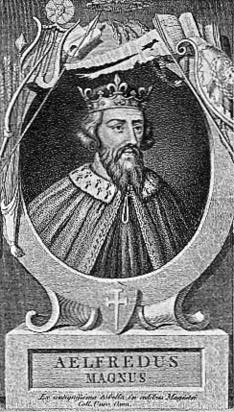
Alfredo el Grande en grabados, Retratos con leyendas en latín

En 869, luchando al lado de su hermano Etelredo, hizo una tentativa fracasada de aliviar a Mercia de la presión de los daneses. Durante casi dos años Wessex disfrutó de una tregua. Pero a finales de 870 se reanudaron las hostilidades, y el año siguiente sería conocido como el «año de las batallas de Alfredo». Nueve batallas se libraron con variada fortuna, aunque el lugar y la fecha de dos de ellas no se han registrado. Una escaramuza acertada en la batalla de Englefield (en Berkshire, 31 de diciembre de 870) fue seguida por una derrota severa en la batalla de Reading (4 de enero de 871), para, cuatro días más tarde, lograr una brillante victoria en la batalla de Ashdown, cerca de Compton Beauchamp, en Shrivenham Hundred.
El 22 de enero de 871, los daneses derrotaron de nuevo a los anglosajones en Basing, y el 23 de abril del mismo año en Marton (Wiltshire), donde murió el rey Etelredo I; las dos batallas no identificadas quizás ocurrieron en el intervalo entre ambas.

## Ascenso al trono y nuevas dificultades
Habiendo muerto Etelredo I en batalla, Alfredo subió al trono de Wessex y fue coronado en Kingston upon Thames el mismo día.
Mientras estaba ocupado con el entierro y las ceremonias fúnebres de su hermano, los daneses derrotaron al ejército anglosajón en su ausencia en un lugar desconocido, y una vez más en su presencia, en Wilton en el mes de mayo. Después de que fuera firmada la paz, y que por los siguientes cinco años ocuparan los daneses otras partes de Inglaterra, Alfredo se vio obligado a no realizar nuevas acciones que no fueran más allá de la observación y protección de la frontera. Las cosas cambiaron en 876, cuando los daneses, bajo un nuevo líder, Guthrum, regresaron al reino y atacaron Wareham. De allí, a comienzos de 877 y bajo el pretexto de negociaciones, incursionaron hacia el oeste y tomaron Exeter. Aquí Alfredo los bloqueó, y gracias a que la flota danesa no llegó tras ser dispersada por una tormenta, los vikingos tuvieron que someterse y retirarse a Mercia. En enero de 878 los daneses volvieron a la lucha e hicieron un ataque repentino en Chippenham, una plaza fuerte que Alfredo había estado manteniendo desde Navidad, y la mayoría de la gente fue capturada, excepto el rey Alfred, que con una pequeña tropa reunida por sí mismo logró huir... por el bosque y el pantano, y después de Pascua... construyó una fortaleza en Athelney, y desde esa fortaleza comenzó a luchar contra el enemigo (crónica).

## Leyendas del período
Una leyenda dice cómo, disfrazado como un fugitivo en los pantanos de Athelney, en Petherton, al norte de Somerset, después de la primera invasión danesa, fue visto por una campesina y ella le dio abrigo, ignorante de su identidad, y le permitió que la ayudara a hacer algunas tortas que había dejado cocinar en el fuego mientras iba a hacer otros quehaceres. Preocupado con los problemas del reino, Alfredo dejó que las tortas se quemaran y fue golpeado por la mujer cuando volvió. Una vez expuesta la identidad del rey, la mujer se disculpó profusamente, pero Alfredo insistió en que él era el que debería disculparse.

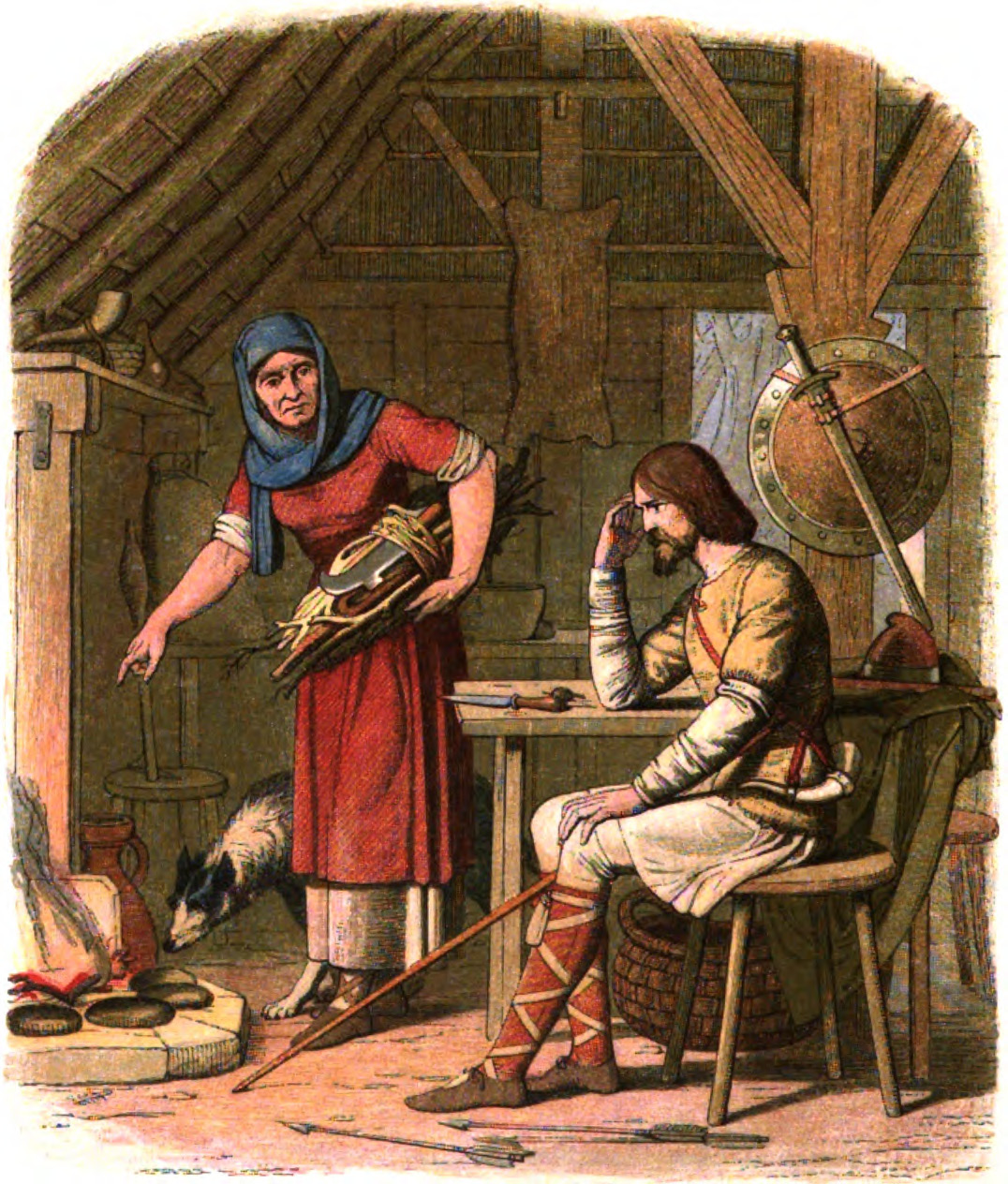
Alfredo en la cabaña de la pastora. James William Edmund Doyle (1864).

Toda esta historia de que Alfredo, durante su retiro en Athelney, saliera a la vista como un fugitivo y ayudara a una mujer a cocinar unas tortas, es probablemente falsa. Al mismo tiempo, otras leyendas lo suponen disfrazado como arpista para entrar al campo de Guthrum y descubrir sus planes.

## Victoria decisiva
A mediados de mayo de 878, los preparativos estaban listos y Alfredo se marchó de Athelney. En el camino se reunió con las fuerzas militares de Somerset, Wiltshire y Hampshire. Los daneses, por su lado, salieron de Chippenham y los dos ejércitos se enfrentaron en la batalla de Edington, en Wiltshire. El resultado fue una victoria decisiva para Alfredo. Los daneses fueron sometidos. Guthrum, el rey danés, y 29 de sus principales hombres se dejaron bautizar. Como resultado de esto, Inglaterra se dividió en dos tierras, la mitad al sudoeste en manos de los sajones y la mitad nororiental que se conocería ahora como el Danelaw. Al año siguiente (879) no solamente Wessex, sino también Mercia, al oeste de Watling Street, estaba libre del invasor. Este es el arreglo conocido por los historiadores como la paz de Wedmore (878), aunque no hay documento alguno que pruebe su existencia.

## Nuevos problemas
Por aquel tiempo, aunque la mitad nororiental de Inglaterra, incluyendo Londres, estaba en manos de los daneses, la verdad es que la marea había cambiado en su contra. Por aquellos años reinaba la paz en la isla, pero los daneses se mantenían ocupados en Europa. Un ataque a Kent en 884 u 885, aunque rechazado con éxito, animó a los daneses de Anglia del Este a rebelarse. Las medidas tomadas por Alfredo para reprimir esta sublevación culminan con la toma de Londres en 885 o 886, y con el tratado conocido como paz de Alfredo y de Guthrum, por el que los límites del tratado de Wedmore (con cual se confunde a menudo) fueron modificados materialmente para beneficio de Alfredo.

### Acción de Alfredo contra los daneses
Una vez más y durante una época hubo calma; pero en la primavera de 892 o 893 la última tormenta se desató. Los daneses, encontrando su posición en Europa cada vez más y más precaria, cruzaron a Inglaterra en dos grupos, con unos 330 hombres en barcos, y se atrincheraron en una vasta extensión en Appledore, Kent, y otro grupo menor hizo lo mismo en Haesten, Milton, también en Kent. El hecho de que los nuevos invasores trajeran a sus esposas y niños con ellos son demostraciones de que ésta no era una simple incursión, sino que era una tentativa significativa, de acuerdo con el pueblo de Northumbria y los daneses de Anglia Oriental, de conquistar Inglaterra. Alfredo, en 893 u 894, tomó una posición desde donde podría observar ambas fuerzas. Mientras él estaba en negociaciones con Haesten, los daneses de Appledore explotaron e invadieron el norte, dirigiéndose hacia el oeste, pero fueron alcanzados por el hijo mayor de Alfredo, Eduardo, y fueron derrotados en Farnham y conducidos a un refugio en la al isla de Thorney, Hertfordshire Colne, donde fueron forzados a someterse. Entonces cayó también Essex, y después de sufrir otra derrota en Benfleet, la fuerza danesa de Haesten, en Shoebury se sometió a su mando.

### Restantes acciones de Alfredo
Alfredo estaba en camino para socorrer a su hijo en Thorney cuando oyó que Northumbria y los daneses de Anglia del Este sitiaban Exeter y una plaza fuerte no nombrada en la orilla norte de Devon. Alfredo inmediatamente se apresuró a marchar hacia el oeste y libró del sitio a Exeter; el nombre del otro lugar no se registra. Mientras tanto la fuerza de Haesten se puso en marcha hacia el valle del Támesis, posiblemente con la idea de asistir a sus aliados en el oeste. Pero una fuerza combinada al mando de los tres grandes ealdormen ('condes') de Mercia, de Wiltshire y de Somerset, les hicieron retroceder hacia el noroeste, para finalmente ser alcanzados y bloqueados en Buttington, que algunos identifican con Buttington Tump en la desembocadura del río Wye, y otros localizan en Buttington cerca de Welshpool. Una tentativa de romper las líneas anglosajonas acabó en fracaso con grandes pérdidas en el campo danés; los que escaparon se refugiaron en Shoebury. Allí, luego de reforzarse, realizaron un ataque repentino a través de Inglaterra y ocuparon las ruinas romanas de Chester. El ejército anglosajón no intentó un bloqueo de invierno, pero destruyó todas las fuentes de provisiones en los alrededores. A principios de 894 o 895 la falta de alimento obligó a los daneses a retirarse una vez más a Essex. A fines de ese año y comienzos de 895 o 896 los daneses tomaron sus naves y navegaron por el Támesis y el Lea y se fortificaron a veinte millas de Londres. Un ataque directo contra las líneas danesas falló, pero más adelante en ese año Alfredo obtuvo los medios para obstruir el río con el fin de prevenir la salida de las naves danesas. Los daneses vieron que estaban atrapados y decidieron atacar la parte norte en Bridgenorth, sin éxito. Al año siguiente (896 o 897), se rindieron. Algunos se retiraron a Northumbria, otros a la Anglia Oriental; los que no tenían ninguna conexión en Inglaterra se retiraron al continente. La larga campaña había terminado.

## Gobierno posterior

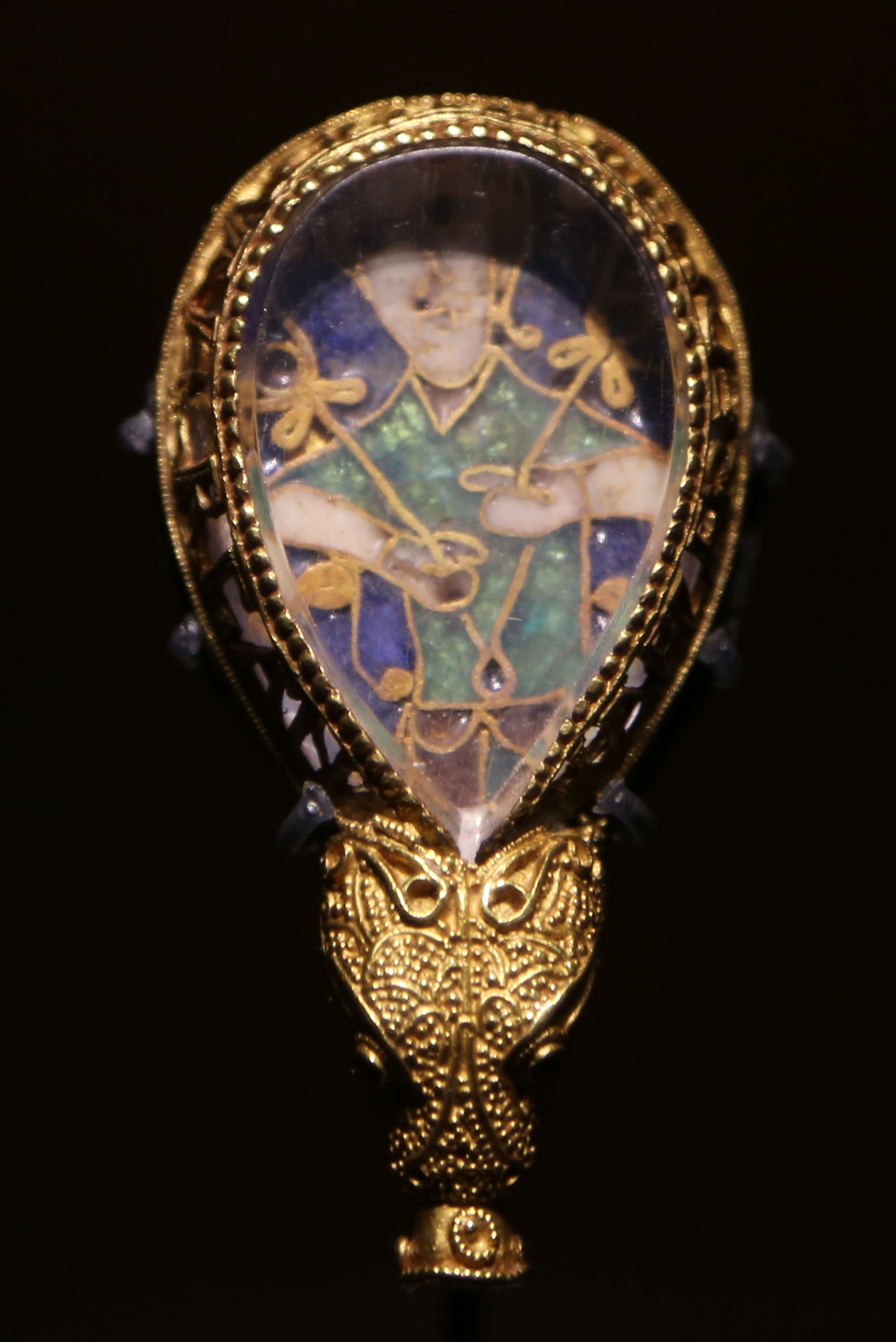
Joya de Alfredo.

Una vez terminada la lucha con los daneses, Alfredo se concentró en reforzar la marina real con diversas embarcaciones construidas de acuerdo al gusto del rey.
También decidió reconstruir la organización civil, gravemente dañada durante la invasión danesa, favoreciendo a los desamparados y ganándose el título de «Protector del Pobre» (Asser).
Asser también habla de manera grandiosa acerca de las relaciones de Alfredo con potencias extranjeras, aunque no hay mucha información disponible a este respecto. Él ciertamente sostuvo correspondencia con Elías III, patriarca de Jerusalén, y envió probablemente una misión a la India. Las embajadas a Roma que aseguraban la salvación de las almas anglosajonas al papa eran bastante frecuentes; mientras que el interés de Alfredo en países extranjeros se demuestra por las inserciones que él hizo en su traducción de Orosio.
Alrededor del año 890, Wulfstan de Haithabu emprendió un viaje de Haithabu en Jutlandia a lo largo del mar Báltico a la ciudad prusiana de Truso. Wulfstan dio detalles de su viaje a Alfredo.
Sus relaciones con los príncipes célticos en la mitad meridional de la isla están más claras. Comparativamente temprano en su reinado los príncipes de Gales, debido a la presión en ellas de Gales del norte y de Mercia, se acogieron a la protección de Alfredo. Más adelante Gales del norte siguió su ejemplo, y cooperó con el rey anglosajón en la campaña de 893 o 894. Que Alfredo enviara irlandeses a monasterios europeos se puede aceptar por la autoridad de Asser; la visita de tres peregrinos «escotos» (es decir, irlandeses) a Alfredo en 891 es indudablemente auténtica; la historia de que él mismo en su niñez fue enviado a Irlanda a que se curara por St. Modwenna, aunque mítica, puede demostrar el interés del rey en esa isla.

## Fallecimiento
Murió en Winchester, el 26 de octubre de 899, a los 50 años de edad, y fue sepultado en la abadía de Newminster, pero luego lo trasladaron a la abadía de Hyde, en Winchester.

## Filmografía
- Alfredo el Grande, película de 1969 dirigida por Clive Donner, con David Hemmings en el papel de Alfredo y Michael York en el de Guthrum.

- The Last Kingdom, serie de 2015 basada en las novelas de Bernard Cornwell, con David Dawson en el papel de Alfredo y Alexander Dreymon en el de Uhtred.
- Vikingos, 4.ª temporada, serie de televisión creada para The History Chanel, aparece un Alfredo niño y peregrino.
- Vikingos, 5.ª temporada, serie de televisión creada para The History Chanel, en el noveno capítulo se produce su coronación, sucediendo a su hermano Etelredo I
- Vikingos, 6.ª temporada, serie de televisión creada para The History Chanel, aparece un Alfredo monarca, ya adulto y como líder militar, es interpretado por Ferdia Walsh-Peelo.

## Música
- Alfredo il Grande, ópera de Gaetano Donizetti representada por vez primera en el Teatro San Carlo de Nápoles en 1823.

## Videojuegos
- La versión de Alfredo el Grande de Assassin's Creed: Valhalla resulta ser el líder de Orden de los Antiguos en la Era vikinga, pero conspiró con Eivor para sustituir las creencias paganas de la Orden por creencias cristianas, surgiendo así los Caballeros Templarios.[6]